# SK Korneuburg
Der SK Korneuburg (voller Sponsoringname: Sport- und Kulturverein Sparkasse Korneuburg, kurz: SK Sparkasse Korneuburg) ist ein Fußballverein aus der niederösterreichischen Stadt Korneuburg.

## Geschichte
Er wurde 1926 gegründet und ist seit dem 31. Januar 1948 im Vereinsregister eingetragen.
Im Jahr 2019 wurde der ASC Marathon Korneuburg in SC Korneuburg umbenannt und erhielt zudem ein neues Logo. Fünf Jahre später erfolgte eine neuerliche Umbenennung in SK Korneuburg und auch das Logo wurde abermals neu angepasst, das SC durch ein SK ersetzt und das Gründungsjahr ergänzt.
Der von der Sparkasse Korneuburg gesponserte Klub spielt derzeit (Stand: 2025) in der niederösterreichischen Landesliga. Seine Heimspiele trägt der SK Korneuburg in der Dimmi-Arena aus.
Roman Mählich war von Juli 2024 Sportdirektor und seit Dezember 2024 Trainer des Vereins. Im März 2025 wurde er in beiden Funktionen von Gerald Schalkhammer ersetzt, der die Korneuburger bereits von Sommer 2021 bis Sommer 2024 trainiert hatte.

## ÖFB-Cup-Teilnahmen
In der Saison 2024/25 konnte sich der SK Korneuburg in der ersten Runde nicht gegen den Deutschlandsberger SC durchsetzen und verlor mit 0:5.